# 1812
1812 (MDCCCXII) byl rok, který dle gregoriánského kalendáře započal středou.

## Události

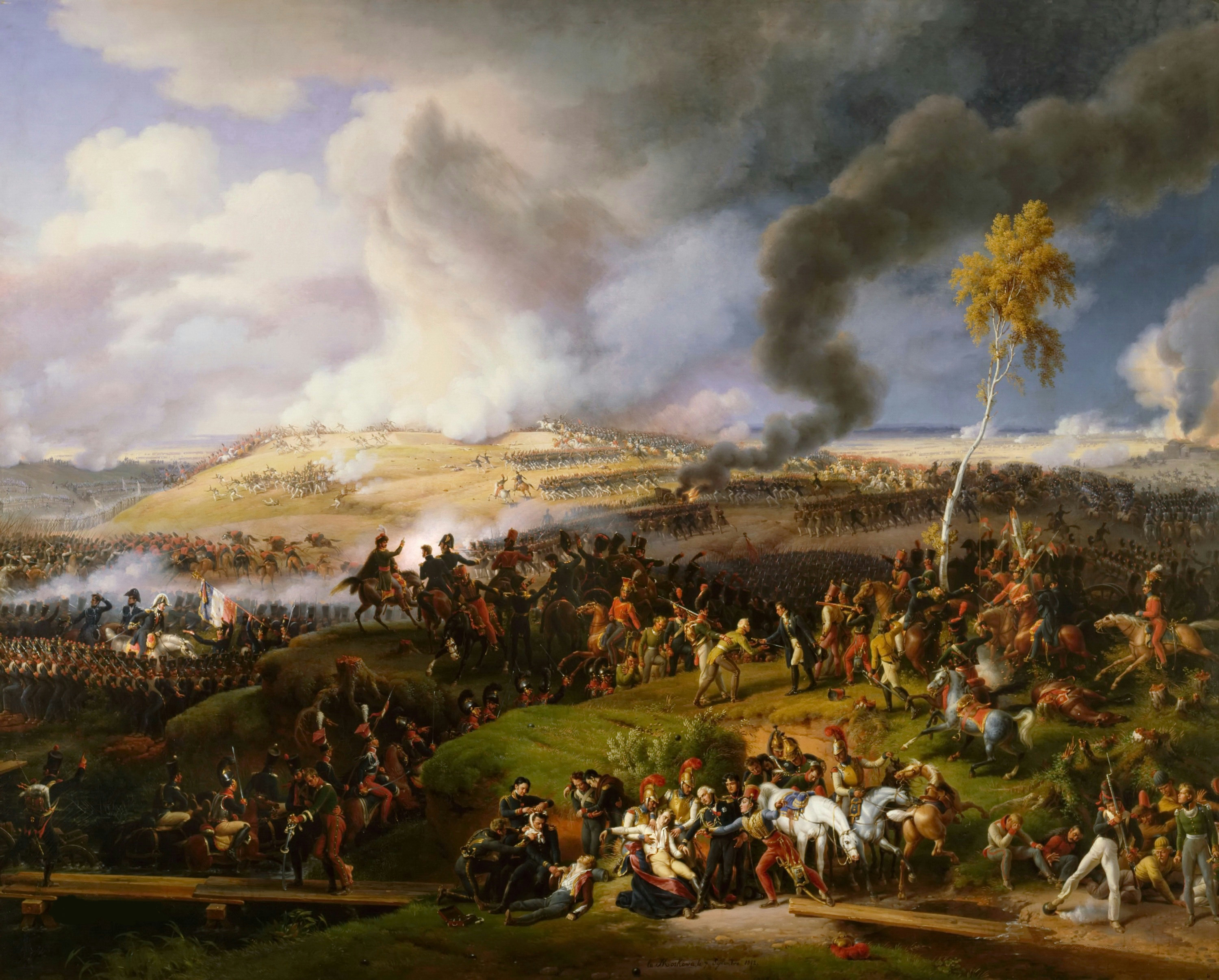
Bitva u Borodina (7. září 1812)

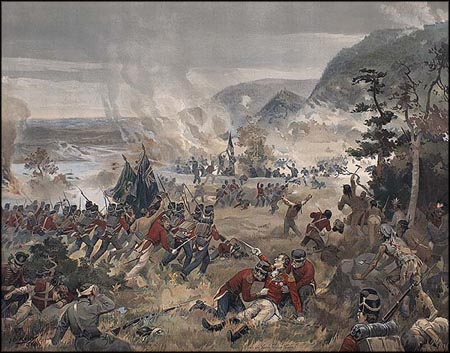
Smrt generála Brocka v bitvě na Queenston Heights.

- 18. května – Rusko a Osmanská říše uzavřeli Bukurešťskou smlouvu a ukončili rusko-tureckou válku.
- 18. června – USA vyhlásily válku Spojenému království.
- 24. června – Začalo šestiměsíční Napoleonovo ruské tažení.
- 17. srpna – Francouzská armáda zvítězila nad ruskou v bitvě u Smolenska.
- 7. září – Napoleon I. Bonaparte získal v bitvě u Borodina přístupovou cestu k Moskvě.
- 14.–18. září – Velký požár zničil téměř celou Moskvu.
- říjen – Francouzský policista Eugène-François Vidocq založil policejní organizaci Sûreté.
- 13. října – Armáda Spojeného království porazila americkou armádu v bitvě na Queenston Heights.
- 18. října – Ruská armáda porazila francouzskou v bitvě u Tarutina.
- 24. října – Ruská a francouzská armáda se střetly v bitvě u Malojaroslavce.
- 31. října – Ruská armáda porazila perskou v bitvě u Aslanduzu.
- 15.–18. listopadu – Francouzská a ruská armáda se střetly v bitvě u Krasného.
- 26.–29. listopadu – Ruská armáda porazila francouzskou v bitvě na Berezině.
- 2. prosince – V amerických prezidentských volbách zvítězil dosavadní prezident James Madison.
- 30. prosince – Mezi Ruskem a Pruskem bylo uzavřeno příměří, tzv. Tauroggenská konvence.
- Ve Spojeném království byla uvedena do provozu jedna z prvních ozubnicových lokomotiv Salamanca.
- Továrník Koldinský založil v Heřmanově Městci konzervárnu.[zdroj?]

### Probíhající události
- 1803–1815 – Napoleonské války
- 1804–1813 – Rusko-perská válka
- 1804–1813 – První srbské povstání
- 1806–1812 – Rusko-turecká válka
- 1806–1814 – Kontinentální blokáda
- 1808–1814 – Španělská válka za nezávislost
- 1810–1821 – Mexická válka za nezávislost
- 1812–1815 – Britsko-americká válka

## Narození

### Česko
- 2. ledna
  - Antonín Lhota, malíř a pedagog († 10. září 1905)
  - Jan Helcelet, lékař, přírodovědec, novinář a politik († 19. února 1876)
- 8. ledna – Karel Vladislav Zap, vlastenecký učitel, spisovatel, historik († 1. ledna 1871)
- 10. ledna – Antonín Norbert Vlasák, kněz, spisovatel a národní buditel († 7. prosince 1901)
- 29. ledna – Alois Hille, generální vikář litoměřické diecéze († 8. června 1879)
- 9. února – Josef Jiří Kolár, herec, režisér, překladatel, spisovatel († 31. ledna 1896)
- 15. dubna – Jan Nevole, architekt († 12. dubna 1903)
- 18. dubna – Ferdinand Arlt, profesor oftalmologie v Praze a Vídni († 7. března 1887)
- 24. dubna – Jiří Krouský, lektor těsnopisu († 27. října 1887)
- 8. června – Heinrich Wilhelm Ernst, houslista († 8. října 1865)
- 12. června – František Karel Drahoňovský, básník-humorista († 10. února 1881)
- 12. září – Friedrich Kolenati, zoolog, botanik, geolog, cestovatel a lékař († 17. června 1864)
- 13. září – Jaroslav Pospíšil, tiskař, nakladatel a knihkupec († 13. března 1889)
- 24. září – Emanuel Pippich, právník, organizátor kulturního života († 5. ledna 1886)
- 25. září – Alois Serényi, politik a velkostatkář († 26. srpna 1893)
- 19. října – Vendelín Grünwald, právník a politik († 23. května 1885)
- 20. října – Cyprián Lelek, katolický kněz a slezský buditel († 5. dubna 1883)
- 25. října – Franz Stradal, advokát, železniční podnikatel a politik německé národnosti († 5. července 1879)
- 30. října – Antonín Rybička (Skutečský), historik, archivář a právník († 25. ledna 1899)
- 2. listopadu – Edmund Hartig, Nejvyšší maršálek Království českého († 30. března 1883)
- 10. listopadu – Josef Jaroslav Křičenský, obrozenecký spisovatel († 16. dubna 1886)
- 13. listopadu – Václav Jaromír Picek, básník († 26. listopadu 1869)
- 15. listopadu – Karel Boleslav Štorch, obrozenecký spisovatel a novinář († 21. listopadu 1868)
- 22. listopadu – Johann Herrmann Adam, starosta Polevska a poslanec Českého zemského sněmu († 28. ledna 1890)
- 27. listopadu – František Kralert, lékař a politik († 4. července 1879)
- 28. listopadu – Ignác Jan Hanuš, filozof († 19. května 1869)
- ? – Ferdinand Voith, státní úředník a politik († 10. února 1882)
- ? – Emanuel Rom, malíř († 18. května 1878)

### Svět

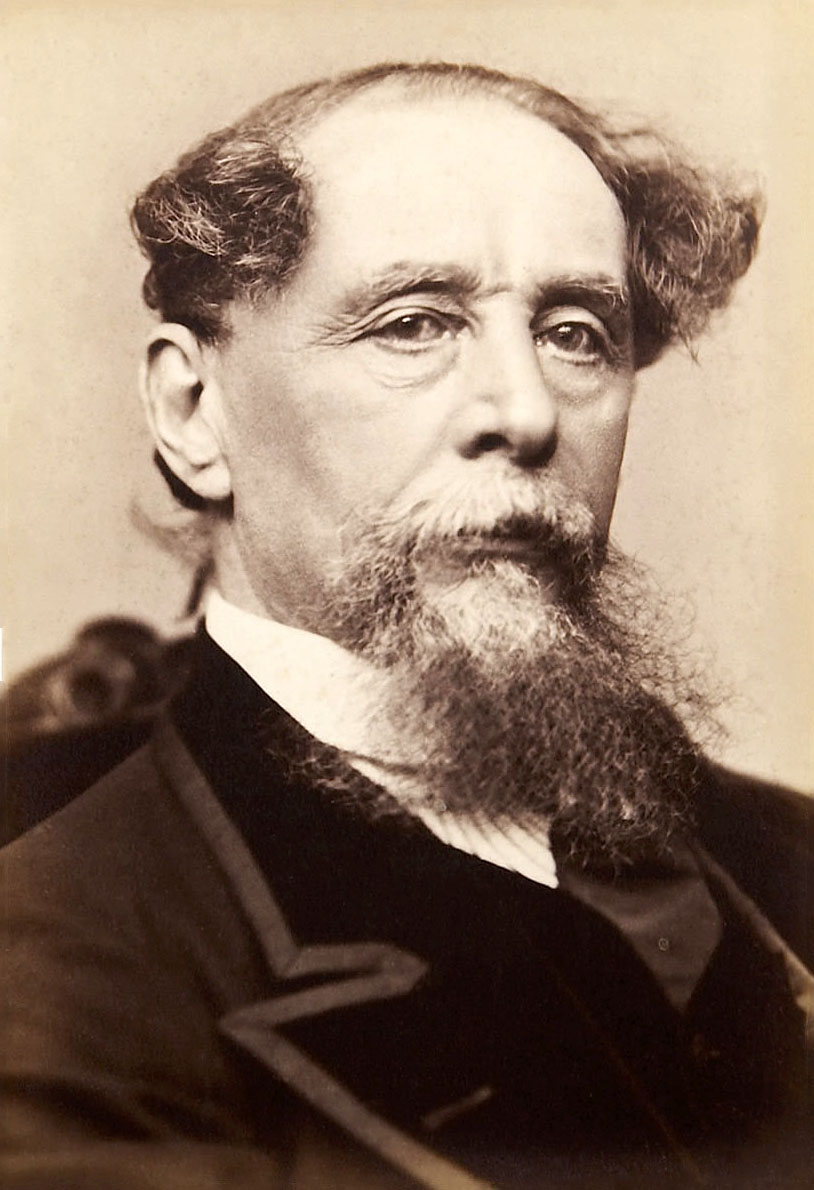
Charles Dickens (* 7. února)

- 9. ledna – Eduard van der Nüll, rakouský architekt († 4. dubna 1868)
- 11. ledna – Carol Szathmari, rumunský malíř, tiskař a fotograf († 3. června 1887)
- 13. ledna – Victor de Laprade, francouzský básník, spisovatel a politik († 13. prosince 1883)
- 28. ledna
  - Ilija Garašanin, srbský politik († 22. června 1874)
  - Cornélie Falcon, francouzská sopranistka († 25. února 1897)
- 3. února – Jonáš Záborský, slovenský duchovní, básník a spisovatel († 23. ledna 1876)
- 7. února – Charles Dickens, anglický spisovatel († 8. června 1870)
- 16. února – Henry Wilson, americký politik a státník († 22. listopadu 1875)
- 19. února
  - Andrew Murray, skotský právník, botanik, zoolog a biogeograf († 10. ledna 1878)
  - Zygmunt Krasiński, polský básník († 23. února 1859)
- 25. února – Carl Christian Hall, premiér (Konseilspræsident) Dánska († 14. srpna 1888)
- 27. února – Samo Chalupka, slovenský spisovatel († 19. května 1883)
- 14. března – Peter Desaga, mechanik na Univerzitě v Heidelbergu († po 1879)
- 20. března – Auguste Mestral, francouzský fotograf († 1. března 1884)
- 3. dubna – Luisa Marie Orléanská, belgická královna manželka Leopolda I. Belgického († 11. října 1850)
- 6. dubna – Gavriil Jakimovič Lomakin, ruský sborový dirigent, hudebník a skladatel († 21. května 1885)
- 15. dubna – Théodore Rousseau, francouzský malíř († 22. prosince 1867)
- 26. dubna
  - Alfred Krupp, německý průmyslník a vynálezce († 14. července 1887)
  - Friedrich von Flotow, německý operní skladatel († 24. ledna 1883)
- 3. května – William Samuel Henson, letecký inženýr a vynálezce († 1888)
- 7. května – Robert Browning, anglický básník († 12. prosince 1889)
- 12. května – Edward Lear, anglický ilustrátor, spisovatel a básník († 29. ledna 1888)
- 13. května – Adolphe Braun, francouzský textilní designer a fotograf († 31. prosince 1877)
- 18. května – Francisco Coll y Guitart, španělský kněz a světec († 2. dubna 1875)
- 25. května – Filippo Pacini italský anatom, objevitel původce cholery († 9. června 1883)
- 9. června – Johann Gottfried Galle, německý astronom († 10. července 1910)
- 18. června – Ivan Alexandrovič Gončarov, ruský spisovatel († 27. září 1891)
- 21. června – Moses Hess, marxisticky orientovaný filozof židovského původu († 6. dubna 1875)
- 12. července – Móric Pálfi, hrabě a místodržitel († 14. září 1897)
- 28. července – Józef Ignacy Kraszewski, polský národní buditel, historik, spisovatel († 19. března 1887)
- 29. června – Anton Gorjup, rakouský básník a politik slovinské národnosti († 1. prosince 1883)
- 31. července – Amélie de Beauharnais, brazilská císařovna († 26. ledna 1873)
- 21. září – Claudine Rhédey von Kis-Rhéde, hraběnka z Hohensteinu († 1. října 1841)
- 12. října – Ascanio Sobrero italský chemik, objevitel nitroglycerinu (†26. května 1888)
- 17. října – Jeremiah Gurney, americký fotograf († 21. dubna 1895)
- 9. listopadu – Paul Abadie, francouzský architekt († 3. srpna 1884)
- 14. listopadu – Marie Kristýna Savojská, královna obojí Sicílie († 21. ledna 1836)
- 22. listopadu – Johanne Luise Heiberg, dánská herečka († 21. prosince 1890)
- 30. listopadu – Andreas Groll, rakouský fotograf, autor prvních fotografií Prahy († 20. března 1872)
- 3. prosince – Hendrik Conscience, vlámský spisovatel († 10. září 1883)

## Úmrtí

### Česko
- 12. února – Jan Antonín Otto Minquitz z Minquitzburgu, olomoucký kanovník a rektor univerzity (* 8. června 1734)
- 20. března – Jan Ladislav Dusík (Dussek), hudební skladatel a klavírista (* 12. února 1760)
- 24. března – Ondřej Schweigl, barokně-klasicistní sochař, řezbář a štukatér (* 30. listopadu 1735)
- 26. května – Johann Zoph, rakouský císařsko-královský podmaršál (* 15. října 1738)
- 26. listopadu – Marie Eleonora z Lichtenštejna, šlechtična (* 7. července 1745)
- ? – Antonín Belcredi, šlechtic původem z Itálie (* 1744)

### Svět

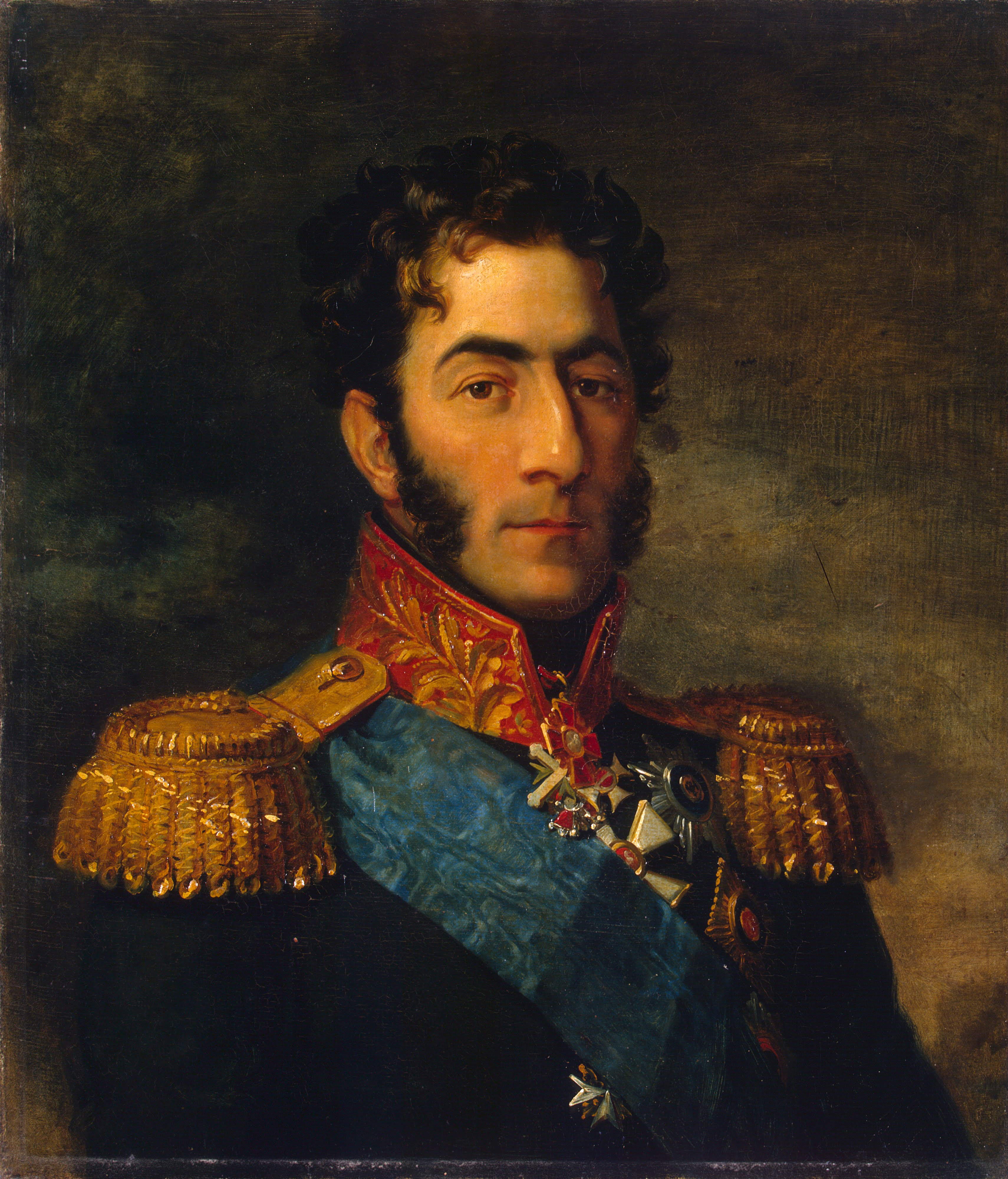
Pjotr Ivanovič Bagration († 24. září)

- 2. února – Isaac Titsingh, nizozemský chirurg a diplomat (* 10. ledna 1745)
- 9. února – Franz Anton Hoffmeister, německý skladatel (* 12. května 1754)
- 20. února – Felix Ivo Leicher, vídeňský malíř (* 19. května 1727)
- 24. února – Étienne-Louis Malus, francouzský důstojník, matematik a fyzik (* 23. června 1775)
- 20. dubna – George Clinton, americký státník, viceprezident USA (* 26. července 1739)
- 7. května – Gottlieb Schick, německý malíř (* 15. srpna 1776)
- 11. května – Spencer Perceval, britský státník (* 1. listopadu 1762)
- 13. května – Johannes Matthias Sperger, rakouský skladatel (* 23. března 1750)
- 23. května – Louis Dutens, francouzský spisovatel (* 15. ledna 1730)
- 21. června – Johann Friedrich August Tischbein, německý malíř (* 9. března 1750)
- 24. září – Pjotr Ivanovič Bagration, ruský generál (* 10. července 1765)
- 19. září – Mayer Amschel Rothschild, německý židovský bankéř a podnikatel (* 23. ledna 1744)
- 21. září – Emanuel Schikaneder, rakouský herec, pěvec, režisér a básník (* 1. září 1751)
- 13. října – Isaac Brock, britský generál (* 6. října 1769)
- 29. října – Claude François de Malet, francouzský generál (* 28. června 1754)

## Hlavy států
- Francie – Napoleon Bonaparte (1799–1814)
- Osmanská říše – Mahmut II. (1808–1839)
- Prusko – Fridrich Vilém III. (1797–1840)
- Rakouské císařství – František I. (1792–1835)
- Rusko – Alexandr I. (1801–1825)
- Spojené království – Jiří III. (1760–1820)
- Španělsko – Josef Bonaparte (1808–1813)
- Švédsko – Karel XIII. (1809–1818)
- USA – James Madison (1809–1817)
- Papež – Pius VII. (1800–1823)
- Japonsko – Kókaku (1780–1817)